# Centýř
Centýř (též centéř, centíř, centnýř nebo centnéř, polsky cetnar) je stará hmotnostní jednotka, která na historickém území českých zemí odpovídá zhruba 60 kilogramům. Jeden centýř odpovídal hmotnost šesti kamenů. S různou hmotností se používal po celé Evropě.
- český centýř (1758–1765) – asi 56 kg
- moravský centýř (16. století) – asi 61,56 kg[1]

Odpovídající zahraniční centy dosahují v průměru nižší hmotnosti. Zaměňování historických centů (a centýřů) se současnými metrickými centy (100 kg) vede k chybným přepočtům a nadsazení historických údajů. Z toho důvodu byla například hmotnost největšího českého zvonu Zikmund, původně uváděná na 270 centýřů, chybně přepočítána na 27 tun (při přepočtu z českých centýřů by odpovídala cca 15 tunám).
zahraniční (cent)
- vídeňský centýř – 56,006 kg (na území českých zemí platný v letech 1764–1876)
- bavorský centýř – 56,006 kg
- pruský centýř – 51,48 kg
- würtemberský centýř – 48,64 kg
- polský centýř – 40,55 kg
- (starý) anglický centýř (cental) – 45,36 kg (oproti tomu novodobý centweight neboli hudredweight (cwt) odpovídá 50,80 kg)[2]